# Сан-Луїс (Беліз)
Сан-Луїс (англ. San Luis) — поселення на північному заході Белізу, в окрузі Ориндж-Волк, на північний захід від адміністративного центру краю. Село відоме тим, що неподалік нього знаходяться руїни древнього поселення мая — Ногмул (Nohmul).

## Розташування
Сан-Луїс знаходиться на низовині Юкатанської платформи в серединній частині Белізу. Довкола села знаходяться кілька прісноводних озер та в стариці ріки велике озеро. Місцевість навколо Сан-Луїса рівнинна, помережена невеличкими річками та болотяними озерцями, а зовсім поруч (3 кілометри на захід) звивається головна водна артерія округу — повноводна річка Ріо-Ондо (Río Hondo).

## Населення
Населення за даними на 2010 рік становить 257 осіб. З етнічної точки зору, населення — це суміш: мая, метисів та креолів.
| Рік       | 2000 | 2010 |
| --------- | ---- | ---- |
| Населення | 233  | 257  |

## Клімат
Сан-Луїс знаходиться у зоні тропічного мусонного клімату. Середньорічна температура становить +24 °C. Найспекотніший місяць квітень, коли середня температура становить +26 °C. Найхолодніший місяць січень, з середньою температурою +21 °С. Середньорічна кількість опадів становить 3261 міліметрів. Найбільше опадів випадає у жовтні, в середньому 404 мм опадів, самий сухий квітень, з 46 мм опадів.